# O chytrém Honzovi
O chytrém Honzovi je československá hudební pohádka z roku 1985, režírovaná Ludvíkem Rážou.

## Děj
Honza je syn chalupníka Krále. Ten jednoho dne svého syna vzbudí s tím, že se v novinách píše, že každý král musí dát draku Kvadrátovi za ženu jednu ze svých dcer. Honza se po dlouhém přemýšlení nakonec rozhodne se za draka Kvadráta provdat a vydá se na cestu.
Cestou se zastaví v hostinci, kde je hostinskou Karkulka. V hostinci se seznámí s princi Bajajou a Banenem. Ti se nemohou dohodnout, protože jejich prostřední bratr, který neříká tak ani tak, ale na jeho slova vždycky dojde, je zaklet do žaludu. Při další cestě potká vodníka Pepu, který bydlí v chaloupce na muří nožce, a dále potká Ježikůži, od které se dozví, že je to zakletá princezna Kardanka. Všichni, které na této cestě potkal, když se dozvěděli, že jde za drakem Kvadrátem, ho požádají, aby jim pomohl.
Pak Honza dojde do jeskyně draka Kvadráta, kde jsou už čtyři princezny, Obejda, Zubejda, Prebenda a Treperenda. Pak se objeví drak Kvadrát a Honza při pohledu na něj zkamení. Honza se ale líbí princezně Zubejdě, která umí čarovat, tak když drak Kvadrát není doma, Honzu zase odčaruje. Honza se ale od ní nechá znovu začarovat. Když se drak Kvadrát vrátí, chce po princezně Obejdě, aby Honzu odčarovala, a navrhne Honzovi souboj ve vzduchu, ve vodě a na zemi. Když vyhraje, Kvadrát mu splní přání. V souboji ve vzduchu mu pomůže Ježikůže a Honza si po výhře přeje, aby Ježikůže byla opět princeznou Kardankou. V souboji ve vodě mu pomůže vodník Pepa. V souboji na zemi, kterým je závod Formule 1, mu pomůžou princové Bajaja a Banene. Protože drak měl nehodu a skončil v nemocnici, princezny jsou volné, ale Honzovi už nemá kdo splnit třetí přání, novou střechu na chalupu rodičů.
Kdyz už jsou princezny volné, princezna Obejda si vybere za muže Honzu. Princezna Zubejda si vybere za muže vodníka Pepu. Princezna Treperenda si za muže vybere prince Bajaju a princezna Prebenda si za muže vybere prince Baneneho. Když přiběhne princezna Kardanka, která by také chtěla Honzu, ten už je zadaný. Ale poradí jí, že na vrcholu jednoho stromu je žalud, do kterého je zakletý princ Banejo. Princové Bajaja a Banene jí řeknou, že vlastně ona jediná může jejich bratra vysvobodit, což ona nakonec udělá. Do jeskyně přijdou Honzovi rodiče a jako svatební dar Honzovi a Obejdě dávají slepici, která snáší zlatá vejce. Honza ale slepici pustí na svobodu. Nakonec se v hostinci u hostinské Karkulky koná pět svateb.

## Obsazení
| Petr Nárožný      | Honza                        |
| Josef Somr        | chalupník Král, Honzův otec  |
| Jiřina Bohdalová  | Honzova matka                |
| Jitka Molavcová   | princezna Obejda             |
| Laďka Kozderková  | princezna Zubejda            |
| Ljuba Krbová      | princezna Prebenda           |
| Dagmar Patrasová  | princezna Treperenda         |
| Ivana Andrlová    | Ježikůže, princezna Kardanka |
| Josef Dvořák      | vodník Pepa                  |
| Pavel Trávníček   | princ Bajaja                 |
| Oldřich Vízner    | princ Banene                 |
|                   | princ Banejo                 |
| Stella Zázvorková | Karkulka                     |
| Jiří Krampol      | hlas draka Kvadráta          |
| Pavel Soukup      | loupežník                    |
| Oskar Hák         | loupežník                    |
| Jan Kodet         | loupežník                    |
| Petr Sokol        | loupežník                    |
| Robert Bakalář    | televizní reportér           |
| Antonín Pečenka   | rozhlasový reportér          |

Výtvarník scény a kostýmů Stanislav Holý.